# 合意形成
合意形成（ごういけいせい、英: consensus building）とは、ステークホルダー（多様な利害関係者）の意見の一致を図ること。特に議論などを通じて、関係者の根底にある多様な価値を顕在化させ、意思決定において相互の意見の一致を図る過程のことをいう。コンセンサスともいう。特に国民全体の合意形成をはかることをナショナル・コンセンサス、合意形成を図る過程のことを合意形成過程ともいう。

## 概要
早い事例としては、1980年代にデンマークで発達したコンセンサス会議が挙げられる。
近年の日本では、組織内はもちろん、地方自治の分野では地域のまちづくりについて、市民の意見を市政やまちづくりに反映させる行政参加（市民参加）の取り組みとして行われることが多い。こうしたまちづくりにおける合意形成の事例が散見されるようになってきた中で、多くの市町村において地区別に行政や市民が議論するワークショップや市町村の公共政策の意思決定課程に市民を参加させるパブリックインボルブメント、インターネットなど情報通信技術を用いた合意形成手法のオルタナティブ、あるいは市町村が市政運営におい一定のテーマにつき市民の意見を募集するパブリックコメントなど様々な合意形成手法が用いられるようになってきた。さらにはワークショップを活用した合意形成手法において様々な科学技術を活用したプログラムを用いる合意形成支援システムなども開発されつつある。今後、こうした事例を踏まえながら行政と市民のパートナーシップをより前進させる合意形成システムの確立が望まれるところである。
また、主に原子力や環境問題などを中心に、一定のリスクについて行政、市民や企業が情報を共有し、意見の一致を図る取り組みとしてリスクコミュニケーションというものもあるが、これも合意形成のひとつといえる。また、合意形成自体を議論する学問がある。

## 合意形成システム
公共空間における議論の条件として「議論の場の設定、議論の公開、十分な情報提供」が公正に守られるシステム作りが必要だという指摘がある。特定の協定が結ばれた共同体の介入を防ぐ前提が必要であるため、明確化を図り知識を共有化することで特定の協定を明示知にする。これにより直接関与しないステークホルダーに対しても判断材料を提供する。
またインタレスツによる基づく意見の再構築やファシリテーターの介在、ステークホルダー間の信頼構造、「運営方法、誹謗中傷の禁止、対案の提示、議事概要の承認方法」といった共通のルール作りなど、様々な合意形成のための工夫が議論され実践されている。